# Tvååker sogn
Tvååker sogn i Halland var en del af Himle herred. Tvååker distrikt dækker det samme område og er en del af Varbergs kommun. Sognets areal var 52,04 kvadratkilometer, heraf land 51,50. I 2020 havde distriktet 4.491 indbyggere. Landsbyen Tvååker ligger i sognet, såvel som Munkagårdsgymnasiet.
Navnet (1198 Toaker) består af to dele. Den første del er sandsynligvis et dialektalt ord for almindelig hør. Den anden del er ager. Det nuværende navn er opstået pga en folkeetymologisk misforståelse, hvor navnet antages at komme fra to (svensk två) og ager. Befolkningen steg fra 1810 (1.551 indbyggere) til 1880 (2.691 indbyggere). Derefter var den stabil indtil 1970 (2.698 indbyggere). Siden er befolkningen steget igen. I middelalderen blev jern ekstraheret i Jærnmølle.. I 1197 donerede biskop Absalon en gård i sognet (Munkaskog) til Sorø Kloster.
Der er to naturreservater i sognet: Gamla Køpstad Sødra (delt med Træsløv sogn) og Utteros. Begge er en del af EU-netværket Natura 2000